# Tom Jones (opera)
Tom Jones är en opéra comique i tre akter med musik av François-André Danican Philidor och libretto av Antoine-Alexandre-Henri Poisenet och Bertin Davesne efter romanen Tom Jones (1749) av Henry Fielding.

## Historia
Tom Jones blev Philidors mest berömda opera och den hade premiär den 27 februari 1765 på Comédie-Italienne i Paris.

## Personer
- Monsieur Western (bas)
- Madame Western, hans syster (mezzosopran)
- Sophie, hans dotter (sopran)
- Honora, hennes sällskapsdam (sopran)
- Alworthy, deras granne (tenor)
- Tom Jones, hans myndling (tenor)
- Blifil, Alworthys brorson (tenor)
- Quaker Dowling (talroll)

## Handling
Historien handlar om Tom Jones eskapader innan han kan gifta sig med sin älskade Sophie Western.